# The Knob
The Knob är en kulle i Sydgeorgien och Sydsandwichöarna (Storbritannien). Den ligger i den nordvästra delen av Sydgeorgien och Sydsandwichöarna. Toppen på The Knob är 13 meter över havet.
Terrängen runt The Knob är kuperad söderut, men norrut är den platt. Havet är nära The Knob åt nordväst.  Det finns inga samhällen i närheten. 